# Lista monumentelor ocrotite de stat din raionul Leova
Lista monumentelor din raionul Leova cuprinde monumentele patrimoniului cultural din raionul Leova înscrise în Registrul monumentelor Republicii Moldova ocrotite de stat.
Registrul monumentelor Republicii Moldova ocrotite de stat a fost aprobat prin Hotărârea Parlamentului nr. 1531-XII împreună cu Legea nr. 1530-XII privind ocrotirea monumentelor RM din 22 iunie 1993. În Monitorul Oficial nr. 1 din 1994 a fost publicată doar Legea, fără a include însă și Registrul, care a fost publicat mult mai târziu, la 2 februarie 2010. A nu se confunda cu Registrul arheologic național sau cel al monumentelor de for public, care sunt liste diferite ce vizează doar anumite compartimente ale patrimoniului cultural, întocmite în baza unor legi separate.
Lista completă este menținută și actualizată periodic de către Ministerul Culturii din Republica Moldova, dar înainte ca modificările să intre în vigoare acestea trebuie să fie aprobate de către Parlament. Această listă este menită să cuprindă și actualizările ulterioare.
| Nr. | Localizare                                                        | Denumire | Datare   | Tip | Însemnătate | Imagine                 | Erori             |
| --- | ----------------------------------------------------------------- | --- | -------- | --- | ----------- | ----------------------- | ----------------- |
| 248 | Leova 46°28′44″N 28°15′02″E / 46.478758366591°N 28.25042765088°E  | Biserica „Sf. Cuvioasă Paraschiva”                                                                               | 1818     | At  | N           | galerie \| Încarcă foto | Raportează eroare |
| 249 | Leova                                                             | Monument la mormântul comun al 4 ostași căzuți în 1944                                                           |          | Is  | L           | Încarcă foto            | Raportează eroare |
| 250 | Leova 46°28′44″N 28°15′13″E / 46.478941515221°N 28.253731215847°E | Monument în memoria consătenilor căzuți în război (1941-1945)                                                    |          | Is  | L           | galerie \| Încarcă foto | Raportează eroare |
| 251 | Beștemac                                                          | Biserica „Sf. Arhanghel Mihail”                                                                                  | sec. XIX | At  | N           | galerie \| Încarcă foto | Raportează eroare |
| 252 | Beștemac                                                          | Monument la mormântul comun al 5 ostași căzuți în 1944 și în memoria consătenilor căzuți în război (1941-1945)   |          | Is  | L           | Încarcă foto            | Raportează eroare |
| 253 | Cazangic                                                          | Biserica „Sf. Arhangheli”                                                                                        | 1889     | At  | N           | galerie \| Încarcă foto | Raportează eroare |
| 254 | Cazangic                                                          | Casa în care s-a născut actorul V. Cupcea (1929-1989)                                                            |          | Is  | N           | Încarcă foto            | Raportează eroare |
| 255 | Cazangic                                                          | Monument eroilor căzuți în război (1941-1945)                                                                    |          | Is  | L           | Încarcă foto            | Raportează eroare |
| 256 | Ceadîr                                                            | Biserica de lemn „Sf. Gheorghe”                                                                                  | 1898     | At  | N           | galerie \| Încarcă foto | Raportează eroare |
| 257 | Ceadîr                                                            | Monument eroilor căzuți în război (1941-1945)                                                                    |          | Is  | L           | Încarcă foto            | Raportează eroare |
| 258 | Cîzlar                                                            | Monument la mormântul comun al 8 ostași căzuți în 1944                                                           |          | Is  | L           | Încarcă foto            | Raportează eroare |
| 259 | Cociulia Nouă                                                     | Monument în memoria consătenilor căzuți în război (1941-1945)                                                    |          | Is  | L           | Încarcă foto            | Raportează eroare |
| 260 | Colibabovca                                                       | Monument la mormântul comun al 92 ostași căzuți în 1944                                                          |          | Is  | L           | Încarcă foto            | Raportează eroare |
| 261 | Covurlui                                                          | Biserica „Sf. Arhanghel Mihail”                                                                                  | 1805     | At  | N           | galerie \| Încarcă foto | Raportează eroare |
| 262 | Covurlui                                                          | Biserica de lemn „Sf. Gheorghe” cu clopotniță                                                                    | sec. XIX | At  | N           | Încarcă foto            | Raportează eroare |
| 263 | Covurlui                                                          | Monument la mormântul comun al 141 ostași căzuți în 1944 și în memoria consătenilor căzuți în război (1941-1945) |          | Is  | L           | Încarcă foto            | Raportează eroare |
| 264 | Filipeni                                                          | Biserica „Sf. Împărați Constantin și Elena”                                                                      | 1907     | At  | N           | galerie \| Încarcă foto | Raportează eroare |
| 265 | Filipeni                                                          | Monument la mormântul comun al 13 ostași căzuți în 1944                                                          |          | Is  | L           | Încarcă foto            | Raportează eroare |
| 266 | Hănăsenii Noi                                                     | Monument la mormântul comun al 5 ostași căzuți în 1944 și în memoria consătenilor căzuți în război (1941-1945)   |          | Is  | L           | Încarcă foto            | Raportează eroare |
| 267 | Hîrtop                                                            | Monument la mormântul comun al 4 ostași căzuți în 1944                                                           |          | Is  | L           | Încarcă foto            | Raportează eroare |
| 268 | Orac                                                              | Monument la mormântul a 93 ostași căzuți în 1944 și în memoria consătenilor căzuți în război (1941-1945)         |          | Is  | L           | Încarcă foto            | Raportează eroare |
| 269 | Sărata Nouă                                                       | Monument eroilor căzuți în război (1941-1945)                                                                    |          | Is  | L           | Încarcă foto            | Raportează eroare |
| 270 | Sărata-Răzeși                                                     | Biserica „Adormirea Maicii Domnului”                                                                             | 1860     | At  | N           | Încarcă foto            | Raportează eroare |
| 271 | Sărata-Răzeși                                                     | Monument eroilor căzuți în război (1941-1945)                                                                    |          | Is  | L           | galerie \| Încarcă foto | Raportează eroare |
| 272 | Sărăteni                                                          | Monument eroilor căzuți în război (1941-1945)                                                                    |          | Is  | L           | Încarcă foto            | Raportează eroare |
| 274 | Sărățica Nouă                                                     | Monument eroilor căzuți în război (1941-1945)                                                                    |          | Is  | L           | Încarcă foto            | Raportează eroare |
| 275 | Sîrma                                                             | Monument eroilor căzuți în război (1941-1945)                                                                    |          | Is  | L           | Încarcă foto            | Raportează eroare |
| 276 | Tigheci                                                           | Monument eroilor căzuți în război (1941-1945)                                                                    |          | Is  | L           | Încarcă foto            | Raportează eroare |
| 277 | Tochile-Răducani                                                  | Monument eroilor căzuți în război (1941-1945)                                                                    |          | Is  | L           | Încarcă foto            | Raportează eroare |
| 278 | Tomai 46°34′29″N 28°19′30″E / 46.574685°N 28.325102°E             | Biserica „Sf. Arhanghel Mihail”                                                                                  | 1895     | At  | N           | galerie \| Încarcă foto | Raportează eroare |
| 279 | Tomaiul Nou                                                       | Monument la mormântul comun al ostașilor căzuți în război 1944                                                   |          | Is  | L           | Încarcă foto            | Raportează eroare |
| 280 | Troian                                                            | Monument la mormântul comun al 7 ostași căzuți în 1944                                                           |          | Is  | L           | Încarcă foto            | Raportează eroare |
| 281 | Troița                                                            | Monument eroilor căzuți în război (1941-1945)                                                                    |          | Is  | L           | Încarcă foto            | Raportează eroare |
| 282 | Victoria                                                          | Monument eroilor căzuți în război (1941-1945)                                                                    |          | Is  | L           | Încarcă foto            | Raportează eroare |
| 283 | Vozneseni                                                         | Monument la mormântul eroilor căzuți în război (1941-1945)                                                       |          | Is  | L           | Încarcă foto            | Raportează eroare |